# Andreja Stevanović
Andreja Stevanović (in serbo Андреја Стевановић?; Kragujevac, 9 luglio 1995) è un cestista serbo.